# 李振 (五代)
李 振（り しん、? - 923年11月20日）は、唐末から後梁にかけての人物。字は興緒。西州（現在の新疆ウイグル自治区トルファン市高昌区）の出身。

## 生涯
李振は、唐の潞州節度使李抱真の曾孫である。祖父と父は、いずれも郡太守であった。
李振は、唐に仕え、金吾将軍から台州刺史となった。浙東において盗賊に会い、刺史の任に耐えることができなくなったため、西に帰る途中で汴に至ったところ、朱全忠は、李振の才が非凡であると見て、召し出して従事とした。
朱全忠が鄆州を兼領すると、李振は天平軍節度使の副使となった。湖南の馬殷が朗州の雷満に圧迫されていたため、李振は、朱全忠の命によって両者を和解させ、いずれもこれに従った。
光化3年（900年）11月、朱全忠が李振を長安に派遣して上奏させた折、李振が宿舎に滞在していると、汴州邸吏の程岩が「劉中尉（劉季述）が甥の劉希貞に命じて大事を計っているため、面会したいと言っていますが許可してください」と言い、「帝は差し迫った状況にあり、内官は憂慮しています。劉中尉は、帝の廃立を行おうとしており、私たちは協力して内外を定めようとしています。そのため、あえてこのことをお伝えしたのです」と言った。李振が劉希貞を顧みて「百歳の家奴は三歳の主のために専念すべきであり、乱国は不義、廃君は不祥である。そのような話は全く聞かない。まして、梁王（朱全忠）は百万の兵をもって天子を助け、礼楽を尊重しているが、それでもなお及ばないことを恐れているのだから、この計略が全うされることを願う」と述べたところ、劉希貞は大いに涙して辞去した。李振が復命するに及び、果たせるかな、劉季述らは乱を起こし、程岩は諸州の邸吏を率いて帝を宮殿から退出させ、幼主（李裕）を擁立し、昭宗を太上皇とした。
李振が東に帰る時、朱全忠は、まさに邢州・洺州にあり、汴州に到達しても、未だ大計は定まっておらず、劉季述は、養子の劉希度を派遣して、唐の社稷を朱全忠に引き渡す旨を伝えたほか、また、供奉官の李奉本と副使の支彦勲を派遣して、昭宗の誥諭と偽ったものを朱全忠に届けさせたが、これらは皆、劉季述の息が掛かった者たちであった。朱全忠が未だ昭宗の誥諭に接到していなかった時に、李振は、「（斉の桓公の死後、公子無詭を擁立した）宦官の豎刁の乱や、（宋の平公に讒言して太子痤を廃した）宦官の恵墻伊戻の乱は、覇者となろうとする者にとって好機でした。今、閹豎（宦官）が天子を辱めているのに、王（朱全忠）がこれを討つことができないというのでは、どのようにして諸侯に号令をかけることができるのでしょうか」と述べた。時に、劉季述の兄である監軍使の劉重楚と、河南府緱氏県に寓居していたもとの宰相張濬は、反対の意見を述べたが、李振は、見解を改めず、「正道を行えば、大勲が立つでしょう」と述べた。朱全忠は、忽然として悟り、「張公（張濬）が私に勅使と意見を同じくせよというのは、自らが宰相になりたいと考えているからである」と述べ、李奉本・支彦勲・劉希度らを拘束し、即日、李振を京師に向かわせ、宰相（崔胤）とともに昭宗の反正（復位）を画策させた。その後すぐに劉季述が誅殺されて昭宗が復位すると、朱全忠はこれを聞いて喜び、李振を召し出し、その手をとって「卿の企図するところは私の本意であり、天すらもこれを知らないであろう」と述べ、以後、ますます李振を重用するようになった。
天祐2年（905年）春正月、朱全忠は、王師範が降伏すると、李振を派遣した。李振が青州に至ると、王師範は公府を出て、節度使と観察使の印綬等を李振に引き渡した。王師範は、李振による接収後も強い疑いを抱いており、涙を流して一族を許してもらうよう求めたが、李振は、「公は、張繡の故事を思い起こさないのですか。後漢末、張繡は、曹操と敵対していましたが、袁紹から使者が来た際に、賈詡は、『袁紹の親子は相容れず、どうして天下の英士の主となれましょうか。曹操は、天子を擁して諸侯に号令し、その志は大きく、私的な仇のために動かされることはありませんから、曹操を疑うべきではありません』と言いました。今また梁王（朱全忠）が私怨をもって忠賢の士を害することなどありましょうか」と述べた。王師範は、灑然として大いに悟り、翌日、その一族を遷した。朱全忠は、上奏して李振を青州に留め置いた後、時を経ずして、李振は帰還した。
昭宗が洛陽に遷都した後、唐の王室は衰微しており、朝廷の序列や警備は無に等しい状態であった。李振は顎で人を使う傍若無人の振る舞いであり、付き従う者は昇進させ、ひそかに昇進する者は失脚させられた。李振が汴州から京師に入るたびに、朝廷では必ず官位の降格と遠方への左遷の人事が行われ、唐の朝廷の人士は李振を「鴟鴞（邪悪な行いをする人、心の正しくない人）」であると評した。
天祐2年（905年）7月5日、朱全忠は、李振の煽動によって、滑州の白馬駅（現在の河南省安陽市滑県の境）において、左僕射裴枢・新任の静海軍節度使独孤損・右僕射崔遠・吏部尚書陸扆・工部尚書王溥・守太保趙崇凝・兵部侍郎王賛らの「衣冠清流」と呼ばれる官僚を一度に殺害し、死体を黄河に遺棄した。歴史上、これを「白馬の禍」という。
天祐4年（907年）3月、朱全忠（後梁の太祖）は、帝位を簒奪して即位し、国号を「梁」と称した。李振は、宣義軍節度使の副使から、検校司徒を授されて殿中監に進み、戸部尚書に任じられた。敬翔と李振に対する太祖の信任は厚く、両者の官位は崇政使にのぼった。
太祖による昭宗の殺害は、李振を京師に派遣して、太祖の仮子の朱友恭と氏叔琮に計画を立てさせたのであった。昭宗の没後、朱友恭らの処遇について太祖が李振に尋ねたところ、李振は、「昔、晋の司馬氏（司馬昭）は、魏帝（曹髦）を殺害した際、その罪を成済に着せて誅殺しましたが（甘露の変）、そうしなければ、どのようにして天下の口を塞いだのでしょうか」と答えたため、太祖は、昭宗弑逆の罪を朱友恭らに着せてこれを殺害した。
乾化2年（912年）6月、太祖は、病に倒れた際、敬翔に対して託孤寄命を行った。太祖は、淫乱無道であり、仮子である博王朱友文の妻の王氏と姦通していた。王氏の煽動によって、太祖は、朱友文を後継者にしようとした。太祖の実子である郢王朱友珪は、太祖を殺害して帝位を簒奪した。
朱友珪による簒奪後、李振は、敬翔に代わって崇政使となった。
乾化3年（913年）、大梁留守の均王朱友貞は、太祖の娘の長楽公主の夫の趙霖・太祖の妹の万安大長公主の子の袁象先・将軍の楊師厚とともに、禁軍の兵数千人を率いて朱友珪を斬殺し、朱友貞（末帝）が即位した。
末帝は、功臣の趙霖のほか、徳妃の兄弟である張漢鼎・張漢傑らを登用し、敬翔と李振は排除された。
後梁の滅亡後、後唐の荘宗は、詔書を発出して後梁の群臣を赦免したため、李振は、敬翔を招いて荘宗に朝見した。敬翔は、嘆息して、「李振は誤った。なぜ梁の建国に加わったのか」と述べ、家族全員とともに自死した。李振は後唐に投降したが、しばらくして族誅された。